# Roeselia niveicosta
Roeselia niveicosta är en fjärilsart som beskrevs av William Schaus 1905. Roeselia niveicosta ingår i släktet Roeselia och familjen trågspinnare. Inga underarter finns listade.